# Ambrus Callistus
Ambrus Callistus (Bezenye, 1783 – Kismarton, 1845. január 19.) ferences rendi szerzetes.

## Élete
1804-ben a szerzetbe lépett, és 1806-ban pappá szentelteték; 1811-ben tábori lelkész lett, és mint ilyen 22 évig működött, mely idő alatt több évig a mödlingi katonai intézetben a hittant és történelmet tanította, amiért a polgári 2. rendű arany éremmel tüntették ki.

## Művei
- Der heilige Kreuzweg. Pressburg, 1837
- Szvéti Krisni put kogaj Jesus Krisztus… Sopron, 1844